# Edward Hopper
Edward Hopper (Nyack, 1882. július 22. – New York, 1967. május 15.) amerikai realista festő volt. Igen ismertté vált olajfestményeivel és akvarelljeivel. Mint nyomdász, jártas volt a rézkarcban is. Hopper a hétköznapi témákból költői jelentéssel bíró csendes drámákat tudott ábrázolni, narratív értelmezéseket inspirálva.

Képeinek jórészét a Whitney Múzeum őrzi.

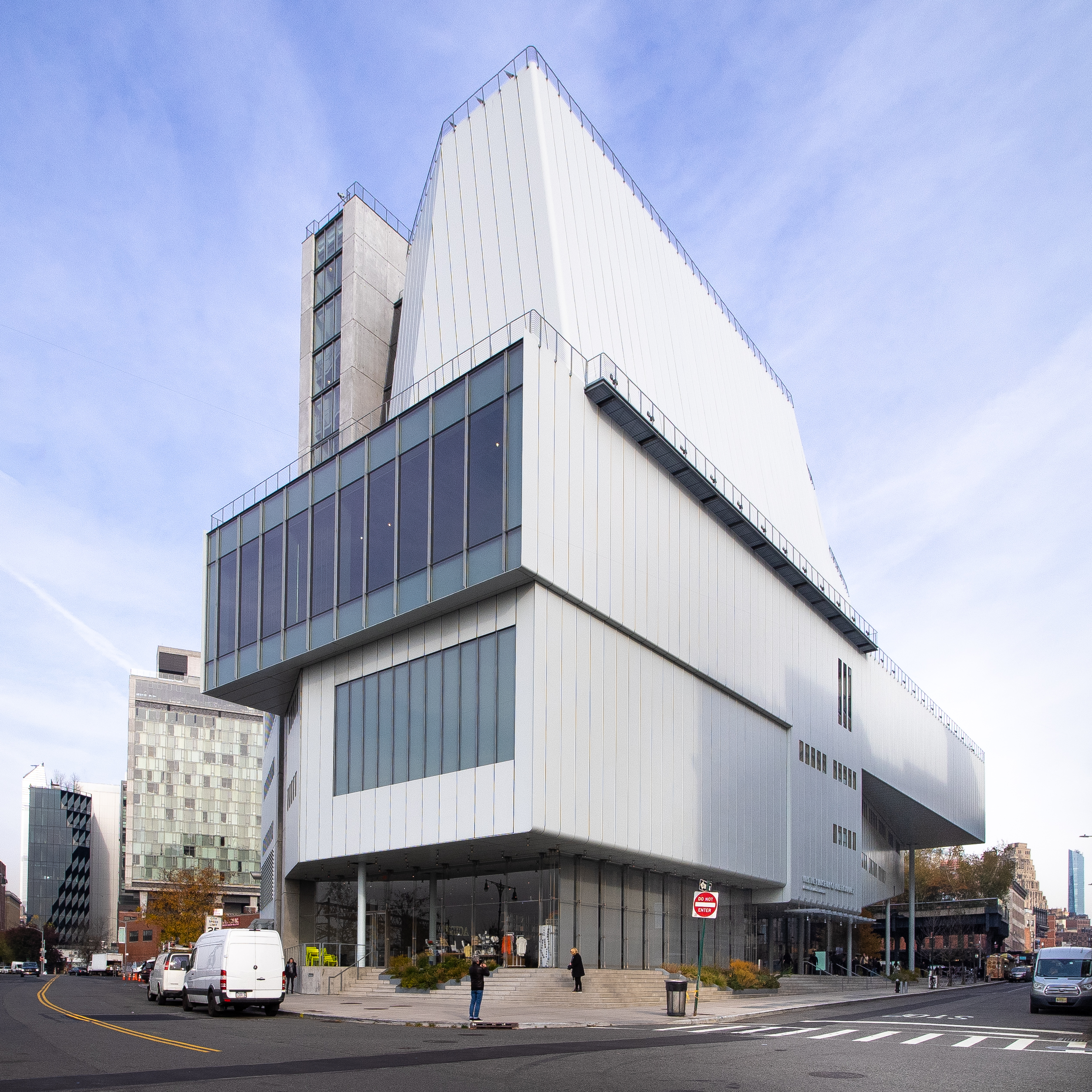
Whitney Múzeum, Manhattan,
New York

## Élete
Edward Hopper holland származású szüleinek biztos anyagi körülmények közé született fia volt. New Yorkban, egy viktoriánus stílusú házban nőtt fel nővérével, a Hudson folyó mellett.
Edward Hopper rajztehetsége valamikor öt-hatéves korában már világos volt. Édesanyja gyermeke tehetségét folyóiratokkal, festészeti szakkönyvekkel, eszközökkel aktívan támogatta.
1899-től mentora az amerikai realizmus egyik meghatározó alakja, Robert Henri lett. Közben Hopper többször is járt Párizsban, tanulmányozta az impresszionista mestereket. Tudatosan készült a festői pályára.
1913-ban adta el első festményét (Sailing). Ezzel 250 dollárt keresett. Hopper filmstúdiók számára kezdett dolgozni, főleg plakátokat készített. Lassan beleszeretett a moziba, különböző filmekhez egész életében készített filmekhez reklámanyagokat.
1924-ben összeházasodott Josephine Nivisonnal, akit még diákkorából ismert. Hopper ekkor már sikeres festő volt. Josephine volt a festő gyakori modellje is.
Hopper már évente több, mint harminc képet adott el. Képeit jól megfizették, több ezer dollárt is kapott, és vették a galériák, sőt a múzeumok is. Az 1940-es évektől készültek legjelentősebb művei.
Hopper alkotásai: noir-realita képek. Ábrázolásmódjának egyik jellegzetessége a fények és árnyékok erős használata. Lényegében ezek adják Hopper képeinek igazi atmoszféráját, a művész ezáltal is igyekezett megragadni az ember tudatalattijában megbúvó apróságokat.
Hopper művészetének kétségtelen csúcsa az Éjjeli baglyok című vászon, mely manapság már az egyik leginkább emblematikus amerikai képzőművészeti mű, és melyre, ha rápillantasz, a 40-es, 50-es évek film noirjaiban érzed magad, és szinte látod Humphrey Bogartot a puhakalapjában, és Edward G. Robinsont, ahogy alattomos ábrázattal a nyomozó becserkészésén töri a fejét, miközben a háttérben lágyan búg Lauren Bacall mélabús énekhangja.